# 니옹역
니옹역(프랑스어: Gare de Nyon)은 스위스 보주의 니옹 지자체에 있는 기차역이다. 스위스 연방 철도의 표준궤 로잔-제네바선과 1,000mm 미터궤 니옹-생세르그-모레즈 철도의 니옹-생세르그-모레즈선의 남쪽 종점에 있는 중간 정류장이다.

## 운행편
니옹에서 정차하는 서비스는 다음과 같다.
- 인터레기오 : 제네바 공항까지 30분 간격으로 운행하고, 브리크 또는 루체른까지 1시간 간격으로 운행.
- 레기오익스프레스 : 안마스와 브베 사이를 30분 간격으로 운행하며, 다른 모든 열차는 브베에서 생모리스까지 계속 운행한다.
- 레기오 : 생세르그까지 30분 간격 운행. 다른 모든 열차는 생세르그에서 라쿠레까지 계속 운행.